# Movida madrileña
De movida madrileña ('Madrileense beweging') is een Spaanse socioculturele beweging die bestond in Madrid tijdens de eerste tien jaren na de dood van Francisco Franco in 1975. De beweging vertegenwoordigde de sociale vrijheid die ontstond na het einde van de dictatuur. Deze hedonistische en culturele beweging vond voornamelijk plaats in Madrid, maar ook in andere steden zoals Vigo. La movida wordt ook gekenmerkt door het gebruik van drugs door de jeugd en gebruik van straattaal (het zogenaamde cheli).
Buiten Spanje is de bekendste vertegenwoordiger uit deze periode Pedro Almodóvar, wiens eerste films zoals Pepi, Luci, Bom y otras chicas del montón (1980), de vrijheid uit die tijd weergeeft. Andere belangrijke artiesten en kunstenaars zijn de muzikanten Kaka de Luxe, Aviador Dro, Alaska, Radio Futura, graffitikunstenaar Muelle, de fotografen Ouka Leele, Alberto García-Alix, Pablo Pérez-Mínguez en Miguel Trillo, en schilders als Ceesepe, Javier Mariscal, Guillermo Pérez Villalta, Costus (Enrique Naya Igueravide) of El Hortelano (José Alfonso Morera Ortiz).
Nacha Pop, Los Secretos, Derribos Arias, Gabinete Caligari, Joaquín Sabina, Aviador Dro, La Unión, Loquillo y los Trogloditas, Hombres G, Mecano, Los Toreros Muertos en andere muzikanten van deze beweging zijn deel van de sterkste popstroom van de Spaanse geschiedenis. Qua stemming, uiterlijk en houding lijkt het op de Britse new wave en Neue Deutsche Welle. Een andere belangrijke persoon buiten de kunstwereld was Francisco Umbral, redacteur voor El País. Hij schreef voor de beweging en documenteerde het.